# 岩陰遺跡

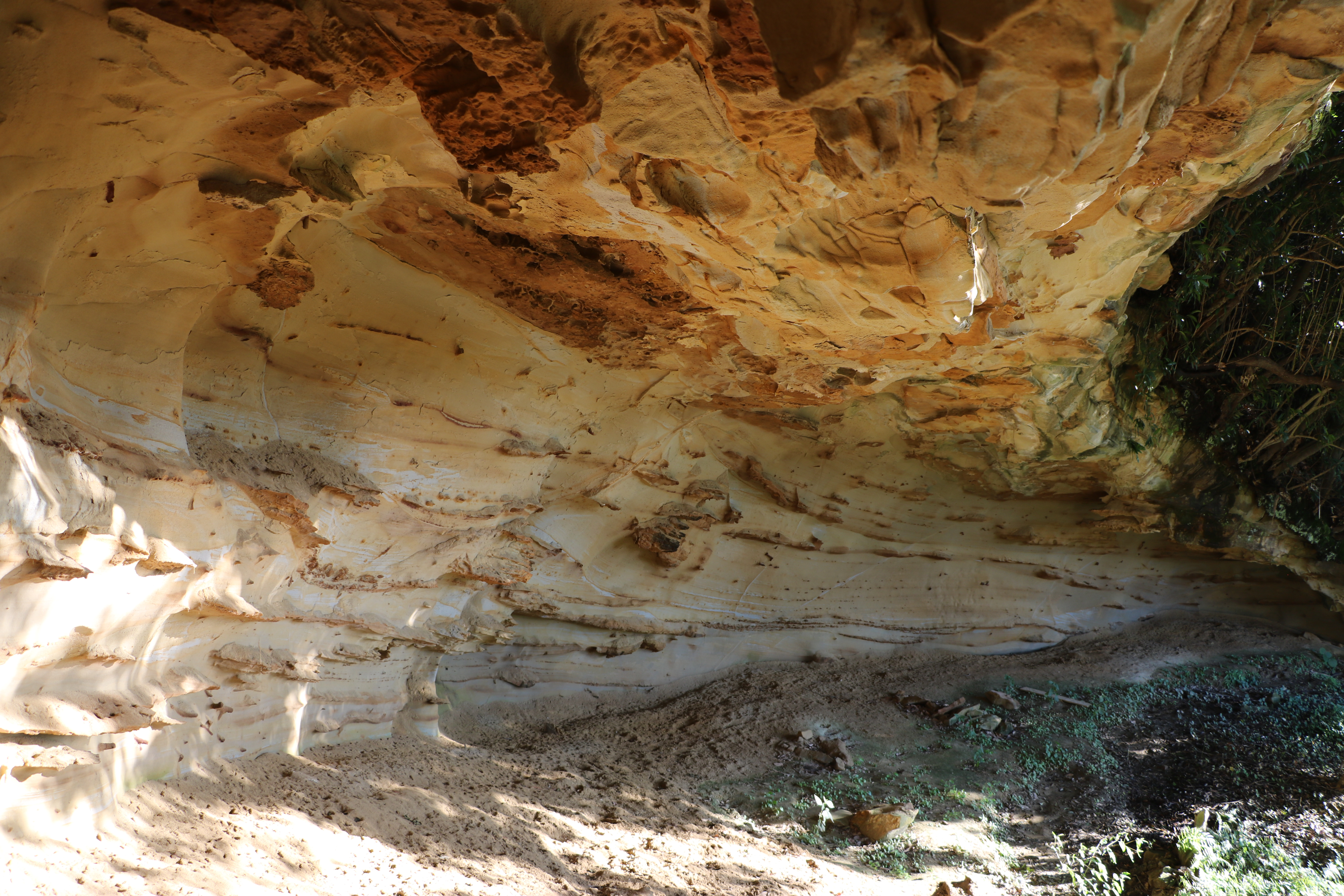
岩陰遺跡の例。和歌山県田辺市の磯間岩陰遺跡（国の史跡）。

岩陰遺跡（いわかげいせき、英: rock shelter, grotto）は、張り出した岩盤を屋根代わりに利用したことを特徴とする先史人類の生活の痕跡としての遺跡のことをいう。

## 概要
岩陰や洞窟の入り口は、天井の岩盤が屋根代わりとなって風雨を避けることができるとともに、外光が差し込むために旧石器時代や新石器時代の人類にとってはきわめて居住に適した地形であった。岩陰は、洞窟の入り口同様に利用されるために、洞窟の入り口を利用した遺跡のカテゴリーに含めて洞穴遺跡（どうけついせき）と呼ばれ、洞窟遺跡の一種としてもしばしば位置付けられる。例えば、パキスタンのサンガオ洞穴のように幅30 m、奥行き10 m程度の穴も事実上岩陰といえるが、その形状が浅い洞窟とみなされる。
ただし、洞窟遺跡と異なるのは、岩陰遺跡は、洞窟の開口部の代わりに、もっぱら石器時代段階の岩陰に遺された居住の痕跡を指すのに対し、洞窟遺跡は、用途、時期を問わずに洞窟そのものを用いた遺跡全てを指す点である。アウストラロピテクス（猿人）段階からネアンデルタール人などの旧人段階までは、岩陰遺跡と洞窟遺跡の性格に大差はなかったが、後期旧石器時代のクロマニヨン人などの新人段階になると洞窟の深い部分にまで使用するようになり、フランスのラスコー洞窟やスペインのアルタミラ洞窟のように素晴らしい洞窟絵画が描かれるようになる。その一方では、相変わらず岩陰や洞窟の入り口に住み続ける者も多く、ペルーのトケパラ洞窟 (Toquepala cave) も構造的に浅いため、事実上岩陰遺跡であるが、壁面に狩猟を表現したすばらしい壁画で知られている。
洞窟遺跡や岩陰遺跡は、人間の生活した痕跡部分に岩陰や洞窟の入り口が侵食されて、岩屑や土砂が堆積し、またその上を生活面として使用して、食べられた動物の骨やトウモロコシの穂軸のような植物の遺存体、石器、土器、たき火に使用した木材片、敷物など様々な生活関連遺物が遺されて、放棄された後再び浸食による自然堆積がなされる。これが繰り返されて幾層にも堆積される。堆積物は流れ込んでも直接は風雨にさらされず浸食されない乾燥した岩陰や洞窟の内部は、当時の人類の活動の痕跡をパックして良好に保存することになる。

## 主な岩陰遺跡

### 日本列島
日本列島では、旧石器時代から縄文時代前期頃にかけて、とくに縄文時代早期を中心に岩陰遺跡や洞窟（洞穴）遺跡がみられる。これらは気候変動にともなって台地部に居住空間が進出していった前期段階になるにつれその利用が減少するが、後期前半になると再び利用されるようになる。特に後期においては山岳・丘陵部のみならず、海岸部においても利用痕跡が多く確認されている。
さらに興味深いのは、晩期終末にかかる時期においてもその利用が多い点である。これら岩陰や洞穴は一様な利用をされていたわけではなく、その利用形態には生業活動や埋葬といった機能区分があったと考えられる。
現時点で国内最多の岩陰遺跡が確認されているのは北松浦半島 。
- ひょうたん穴遺跡（岩手県岩泉町）、約10万年前（旧石器時代中期）の日本最古の洞窟・岩陰遺跡[2]
- 岩井堂洞窟（秋田県湯沢市、縄文時代早期～古代
- 栃原岩陰遺跡（長野県南佐久郡北相木村、縄文時代草創期・早期）
- 橋立岩陰遺跡（埼玉県秩父市、縄文時代早期）
- 大境洞窟住居跡（富山県氷見市、縄文時代中期～中世）
- 上黒岩岩陰遺跡（愛媛県上浮穴郡久万高原町、縄文時代早期～前期）
- 磯間岩陰遺跡（和歌山県田辺市下屋敷町120-3）
- 沖ノ島（福岡県宗像市、古墳時代～飛鳥時代）
- 白蛇山岩陰遺跡（佐賀県伊万里市東山代町〈旧西松浦郡東山代村〉）
- 福井洞窟（佐世保市吉井町〈旧北松浦郡吉井町〉、後期旧石器～縄文早期）
- 直谷岩陰[3]（佐世保市吉井町〈旧北松浦郡吉井町〉、中期旧石器〜縄文時代）- 最新の調査で、5万年前の土層から石器が出土。
- 大悲観岩陰遺跡[4]（佐世保市小佐々町〈旧北松浦郡小佐々町〉、縄文時代早期〜古墳時代）
- 岩谷口岩陰遺跡[5]（佐世保市世知原町〈旧北松浦郡世知原町〉、縄文早期～古墳）- 1800年前（弥生末期〜古墳前期）の青銅鏡が出土しており、古墳時代には祭祀の場となっていたと考えられる。
- 岩下洞穴（佐世保市大野町〈旧北松浦郡大野町〉、旧石器～古墳時代）- 30体にも及ぶ縄文創草期・早期時代の抱石葬・磨製石器を副葬した全国でも唯一の埋葬人骨が出土。洞穴内を居住場所と埋葬場所に使い分けていた。
- 泉福寺洞窟遺跡（佐世保市瀬戸越〈旧北松浦郡大野町〉、後期旧石器～平安時代）- 豆粒文土器
- 下本山岩陰遺跡[6]（佐世保市下本山町〈旧北松浦郡中里村〉、縄文前期～弥生）- 貝塚、縄文前期人骨と在来（縄文）系弥生人骨が出土[7]。
- 巌屋宮（佐世保市高梨町〈旧東彼杵郡佐世保村〉）- 動物が通れる穴が伊万里まで続いているとも言われる。
- 龍神洞穴（佐世保市日宇町〈旧東彼杵郡日宇村〉、縄文～室町時代）

### ヨーロッパ
- ムスティエ遺跡（フランスの中期旧石器時代、ムスティエ文化の標式遺跡で二つの岩陰で構成される。ムスティリアン石器で知られる。）
- ラ＝マドレーヌ遺跡（フランスの後期旧石器時代終末のマドレーヌ文化の標式遺跡。）
- クロマニョン洞窟（英語版）(クロマニョン人が発見された洞窟遺跡、世界遺産であるヴェゼール渓谷の先史的景観と装飾洞窟群の一部)

### メソアメリカ
- ディアブロ岩陰（洞穴）、ラ・ペラ岩陰（洞穴）、ノガーレス岩陰（洞穴）（メキシコ、タマウリーパス州）
- サンタ・マルタ岩陰（メキシコ、チャパス州）
- ギラ・ナキツ岩陰（洞穴）（メキシコ、オアハカ州）

### 南アメリカ
- トケパラ洞窟（ペルー、タクナ県）